# جزيرة هوها
جزيرة هوها وهي جزيرة من جزر إندونيسيا، وتقع في إقليم غورونتالو ضمن أرخبيل سولاوسي.